# Hingabe (1929)
Hingabe (in Deutschland) bzw. Weib am Kreuz (in Österreich) ist ein deutsch-österreichisches Stummfilmmelodram aus dem Jahre 1929 von Guido Brignone (nach eigener Novelle) mit Marcella Albani und Hans Adalbert Schlettow in den Hauptrollen.

## Handlung
Walter ist ein Bildhauer, der gerade mit großer Leidenschaft an einer neuen Skulptur, der Marmorstatue „Weib am Kreuz“, arbeitet. Vorbild ist seine große Liebe Angela, die Walter gern heiraten möchte. Auch Walters Freund, der Augenarzt Albert, hat ein Auge auf die begehrte Angela geworfen, stieß mit seinem Liebeswerben jedoch bei Angela bislang auf taube Ohren. Es kommt zur Hochzeit zwischen Angela und Walter, und ausgerechnet an diesem Freudentag wird Walter Opfer eines von einer Feuerwerksrakete ausgelösten Unfalls, bei dem er sein Augenlicht verliert. Experte Albert könnte ihn vor ewiger Blindheit bewahren, doch er verweigert die notwendige Behandlung. Da Angela ihren Neugatten über alle Maßen liebt, ist sie bereit, sich zu opfern und als Akt äußerster Hingabe, so insinuiert der Filmtitel, bietet sie Albert an, sich von Walter scheiden zu lassen und anschließend ihn, Albert, zu heiraten.
Dafür müsse Albert lediglich seine Verweigerungshaltung aufgeben und an Walter die notwendige Operation vornehmen. Albert lässt sich auf diesen Deal ein und operiert mit Erfolg Walters Augen. Nach Wochen der Rekonvaleszenz kehrt Walter, nichtwissend welcher Preis seine Genesung hat, zu Angela heim. Der ist mehr als mulmig, dass es bald an ihr sein wird, ihr gegenüber Albert gegebenes Versprechen einzulösen. Angela versucht, Zeit zu schinden, doch Albert fordert die Einhaltung ihres Versprechens. Zwischen den Männern wird als Entscheidungshilfe sogar ein Scheibenwettschießen vereinbart; der Verlierer soll freiwillig aus dem Leben scheiden. Walter verliert. Doch ehe es zum Tod des geliebten Gatten kommen kann, greift Angela ein und verhindert Walters Selbsttötung. Schließlich entscheidet sie sich dazu, sich schweren Herzens von ihm scheiden zu lassen. Da erkennt Albert, dass er niemals Angelas Herz gewinnen wird und verzichtet großmütig auf Angelas Einlösung ihres Versprechens.

## Produktionsnotizen
Gedreht zum Jahresbeginn 1929 in Wien und am Semmering, passierte Hingabe die deutsche Zensur am 11. Mai desselben Jahres und wurde sechs Tage darauf im Berliner Atrium-Kino uraufgeführt. Die österreichische Premiere erfolgte am 27. Dezember 1929 in sechs Wiener Lichtspieltheatern. Die Länge des mit Jugendverbot belegten Sechsakters betrug 2204 Meter. 
Die Produktionsleitung hatte Otto Spitzer, die Filmbauten gestalteten Artur Berger und Emil Stepanek.

## Kritiken
Georg F. Salmony schrieb in der B.Z. am Mittag: “Den Tränen der Marcella Albani hat noch kein Filmdichter widerstehen können, ein jeder noch hat ihr eine schmerzliche Rolle auf die feuchte Wimpern geschrieben. (…) Sehr zum Weinen. Panta rei. Alles (zer)fließt. Dabei mit Liebe, Sorgfalt, Verständnis inszeniert, geschmack- und wirkungsvoll, von Guido Brignone nach einer eigenen Novelle. Und ebenso gespielt von der Albani, Hans Adalbert Schlettow und dem englischen … Star Stewart Rome, dessen mimisches Repertoire nicht ganz seiner ausgezeichneten Erscheinung gleichkommt.”
Siegfried Kracauer befand in der Frankfurter Zeitung: “Dieser Film … ist ein Wiener Fabrikat und beweist, dass Wien, was den Film betrifft, noch ein wenig in der Vorkriegszeit lebt. Zugrunde liegt eine total veraltete, psychologische Novelle, in der es um Einzelschicksale geht, die niemand mehr interessieren. (…) Bei aller Vergilbtheit des Stoffs hat die Regie einige recht geschickte Montagen geliefert. Die Rührseligkeit der Handlung wird durch Ansichten von Wien und vom Semmering unterstützt.”
Wiens Kino-Journal dekretierte knapp: “Vorzügliches Spiel aller, schöne Naturaufnahmen.”